# Окешешть
Окешешть, Окешешті (рум. Ocheșești) — село у повіті Вранча в Румунії. Входить до складу комуни Корбіца.
Село розташоване на відстані 212 км на північний схід від Бухареста, 50 км на північ від Фокшан, 114 км на південь від Ясс, 97 км на північний захід від Галаца, 143 км на північний схід від Брашова.

## Населення
За даними перепису населення 2002 року у селі проживали 234 особи, усі — румуни. Усі жителі села рідною мовою назвали румунську.